# Thaumatopsis dimediatellus
Thaumatopsis dimediatellus là một loài bướm đêm trong họ Crambidae.